# Ушаковское сельское поселение (Орловская область)
Ушаковское се́льское поселе́ние — муниципальное образование в Колпнянском районе Орловской области Российской Федерации.
Административный центр — село Ушаково.

## История
Статус и границы сельского поселения установлены Законом Орловской области от 19 ноября 2004 года № 448-ОЗ «О статусе, границах и административных центрах муниципальных образований на территории Колпнянского района Орловской области».

## География
Ушаковское сельское поселение расположено на северо-востоке Колпнянского района. Поселение граничит с тремя сельскими поселениями и двумя муниципальными районами: с Покровским муниципальным районам на севере, с Ливинским районам на северо-востоке, на юго-востоке — с Ярищенским сельским поселение, на востоке — с Карловским сельским поселением, на западе — с Ахтырским сельским поселением.
Сложившаяся планировочная структура Ушаковского сельского поселения представляет собой восемь населенных пунктов — с. Ушаково, с. Рождественское, д. Василь-Тумашевка, д. Давыдовка, д. Маркино, д. Ново-Федоровка, д. Павловка, пос. Заречный.
Общая площадь территории муниципального образования составляет — 12432 га.
Общая численность населения сельского поселения составляет 511 человек по состоянию на 01.01.2011 г.
Территория поселения изрезана руслами рек, их притоками и оврагами. Поселение вытянуто с запада на восток.

### Климат
Территория Ушаковского сельского поселения характеризуется умеренно континентальным климатом.
Средняя температура января −8,5 °C, средняя температура июля +18,5 °C. Среднегодовая температура воздуха +4,6 °C. В январе 2010 года в Ушаково самая минимальная температура воздуха достигала −37 °C. Безморозный период составляет 145—150 дней. Зима охватывает третью декаду ноября, декабрь, январь, февраль и большую часть марта. Неблагоприятным климатическим явлением в зимнее время года являются метели.
Лето довольно продолжительное и теплое, длится более 4-х месяцев. Неблагоприятным климатическим явлением в теплое время года являются засухи, сопровождаемые суховеями в сочетании с большой скоростью движения ветра.
Годовое количество осадков 500—550 мм, в среднем 515 мм.
Количество поступающей солнечной радиации составляет 91-92 ккал/см². По агроклиматическому районированию район относится к южному, с коэффициентом увлажнения 1,2-1,3.
Преобладают юго-западные ветры, в течение года преобладают среднескоростные ветра.
Количество поступающей солнечной радиации составляет 91-92 ккал/см².

### Геология
Территория Ушаковского сельского поселения располагается в пределах древней Русской платформы, в основании которой лежит древний кристаллический фундамент, сложенный гранитами, железистыми кварцитами и кристаллическими сланцами. Фундамент в пределах района на дневную поверхность не выходит. Типы рельефа: карстовые явления, растущие овраги.
В геологическом строении территории поселения до глубины 100—200 м участвуют отложения верхнего девона и четвертичной системы. Осадки мезозоя (юрские и нижнемеловые — глины, пески, алевриты) имеют спорадическое развитие в пределах водораздельной равнины. Верхнедевонские отложения, мощность которых достигает 100 м и более, представлены известняками, песчаниками с прослоями мергелей и глин. Четвертичные осадки, мощность которых изменяется в пределах 0,5 — 16 м, развиты повсеместно. Представлены они комплексом осадков перигляциальных зон оледенения, а также делювиальными и аллювиальными грунтами. Делювиальные и перигляциальные осадки сплошным чехлом перекрывают коренные породы в пределах водораздельной равнины. Отсутствуют они в долинах рек, оврагах, балках. Это суглинки, преимущественно лёссовидные, супеси, глины, пески общей мощностью порядка 3 — 16 м.
Аллювиальные отложения — суглинки, супеси, песчано — гравийные грунты слагают долины рек, а также заполняют днища оврагов и балок. В пределах пойменных террас, реже надпойменных, отмечаются илистые грунты. Мощность аллювия 1 — 3 м в оврагах, балках, долинах малых речек.

### Гидрография
Поверхностные воды представлены р. Фошня, прудами, временными водотоками, ручьями. Максимальные уровни воды в реках наблюдаются во время весеннего половодья. В бассейне реки Сосны половодье наступает 25-26 марта. Продолжительность половодья составляет 28-55 дней.
Основным источником питания рек являются талые воды, что определяет характер водного режима водотоков. Основные особенности водного режима реки являются высокое весеннее половодье, летне-осенняя межень, прерываемая дождевыми паводками и низкая зимняя межень.

## Население
| 2010 | 2012 | 2013 | 2014 | 2015 | 2016 | 2017 |
| ---- | ---- | ---- | ---- | ---- | ---- | ---- |
| 535  | ↘510 | ↘491 | ↘460 | ↘437 | ↘425 | ↘411 |
| 2018 | 2019 | 2020 | 2021 | 2023 |      |      |
| ↗415 | ↗417 | ↘408 | ↘407 | ↘399 |      |      |

## Состав сельского поселения
| № | Населённый пункт | Тип населённого пункта       | Население |
| - | ---------------- | ---------------------------- | --------- |
| 1 | Василь-Тумашевка | деревня                      | 6         |
| 2 | Давыдово         | деревня                      | 4         |
| 3 | Заречный         | посёлок                      | 0         |
| 4 | Маркино          | деревня                      | ↘186      |
| 5 | Ново-Фёдоровка   | деревня                      | 8         |
| 6 | Павловка         | деревня                      | 37        |
| 7 | Рождественское   | село                         | 15        |
| 8 | Ушаково          | село, административный центр | ↘279      |

На территории поселения до 2004 года существовала деревня Шалимово.

## Транспорт
По территории поселения проходят две автомобильные дороги регионального значения Дросково — Колпны и Ушаково — Маркино.